# Tầng Moskva
| Hệ/ Kỷ                                 | Thống/ Thế   | Bậc/ Kỳ   | Tuổi (Ma) | Tuổi (Ma) |
| -------------------------------------- | ------------ | --------- | --------- | --------- |
| Permi                                  | Cisural      | Assel     | trẻ hơn   | trẻ hơn   |
| Carbon                                 | Pennsylvania | Gzhel     | 298.9     | 303.7     |
| Carbon                                 | Pennsylvania | Kasimov   | 303.7     | 307.0     |
| Carbon                                 | Pennsylvania | Moskva    | 307.0     | 315.2     |
| Carbon                                 | Pennsylvania | Bashkiria | 315.2     | 323.2     |
| Carbon                                 | Mississippi  | Serpukhov | 323.2     | 330.9     |
| Carbon                                 | Mississippi  | Visé      | 330.9     | 346.7     |
| Carbon                                 | Mississippi  | Tournai   | 346.7     | 358.9     |
| Devon                                  | Muộn         | Famenne   | già hơn   | già hơn   |
| Phân chia kỷ Carbon theo ICS năm 2017. |              |           |           |           |

Tầng Moskva là tầng động vật thứ hai trong số bốn tầng thuộc thế Pennsylvania của kỷ Than Đá. Nó kéo dài từ khoảng 311,7±1,1 triệu năm trước (Ma) tới 306,5±1,0 Ma. Đứng trước nó là tầng Bashkiria và đứng sau nó là tầng Kasimov. Tên gọi của tầng này được lấy theo tên thành phố Moskva.
GSSP chính thức của ICS vẫn chưa được quyết định. Mốc đánh dấu sự bắt đầu của tầng này vẫn chưa được quyết định nhưng một số nhà địa chất coi đó là thời điểm xuất hiện lần đầu tiên của các loài động vật răng nón có danh pháp Declinognathodus donetzianus và/hoặc Idiognathoides postsulcatus và loài trùng thoi Aljutovella aljutovica (thuộc bộ Trùng thoi (Fusulinida), ngành Trùng lỗ (Foraminifera)). Mốc đánh dấu sự kết thúc của tầng này vẫn chưa được quyết định nhưng một số nhà địa chất coi đó là gần với phần đáy khi xuất hiện loài trùng thoi Protriticites pseudomontiparus hay lần xuất hiện đầu tiên của chi lăng cúc thạch có danh pháp Parashumardites (họ Parashumarditida, bộ Goniatitida).